# 木卫十
木卫十又稱為「萊西薩」（Lysithea），是环绕木星运行的一颗卫星。它是1938年被威尔森天文台的塞思·巴恩斯·尼科尔森发现的。1975年，國際天文聯會正式将它授名为Lysithea（莱西萨）。莱西萨是希腊神话中海神欧申纳斯的一个女儿，宙斯的众多爱人之一。
木卫十与木星的其它五颗卫星一起属于希瑪利亚群，它们的轨道类似。